# Fabian Piasecki
Fabian Piasecki (ur. 4 maja 1995 we Wrocławiu) – polski piłkarz, występujący na pozycji napastnika, od 2025 w polskim klubie ŁKS Łódź.

## Kariera piłkarska
W 2018 awansował z Miedzią Legnica do Ekstraklasy.
23 maja 2022 podczas organizowanej przez Ekstraklasę Gali Ekstraklasy, został nagrodzony statuetką gol sezonu, dzięki swojemu trafieniu z 5. kolejki w meczu Piast Gliwice – Śląsk Wrocław. W czerwcu 2022 został wykupiony ze Śląska Wrocław przez Raków Częstochowa, za kwotę ok. 200.000 euro, wiążąc się z „Medalikami” czteroletnim kontraktem. W sezonie 2022/2023 zdobył z Rakowem mistrzostwo Polski.
29 maja 2023 jego bramka w 10. kolejce sezonu Ekstraklasy 2022/2023 w meczu Rakowa przeciwko Radomiakowi Radom, została wybrana na Gali Ekstraklasy golem sezonu – Piasecki zdobył tenże tytuł drugi sezon z rzędu.
2 lutego 2024 przeszedł z Rakowa Częstochowa do Piasta Gliwice, podpisując kontrakt do końca grudnia 2026.
27 czerwca 2025 został zawodnikiem klubu ŁKS Łódź, z którym podpisał kontrakt do 30 czerwca 2027.

## Sukcesy

### Miedź Legnica
- Mistrzostwo I ligi: 2017/2018[2]

### Raków Częstochowa
- Mistrzostwo Polski: 2022/2023[1]

### Indywidualne
- Król strzelców I ligi: 2019/2020 (17 goli)
- Gol sezonu podczas Gali Ekstraklasy: 2021/2022, 2022/2023